# Parafia greckokatolicka św. Jerzego we Wrocławiu
Parafia greckokatolicka świętego Jerzego we Wrocławiu – parafia greckokatolicka we Wrocławiu, w dekanacie wrocławskim eparchii wrocławsko-koszalińskiej. Nabożeństwa odprawiane są w kaplicy przy kościele rzymskokatolickim pod wezwaniem świętego Franciszka.